# Cutting Corners
Cutting Corners (англ. «Срезая углы») — третий студийный альбом шведской поп-группы Secret Service, выпущенный в 1982 году. Записан на студии Park och Europa Film Studios и спродюсирован самой группой.
Песня «Flash in the Night» была выпущена в 1981 году и стала большим хитом во многих европейских странах, особенно во Франции и Португалии, где она заняла первое место в чарте синглов. Песни «Cry Softly (Time is mourning)» и «If I Try» были выпущены в 1982 году как синглы.
Песня «Flash in the Night» была показана в эфире ЦТ СССР 14 января 1983 года в рамках программы «Мелодии и ритмы зарубежной эстрады» — в программе было показано выступление Secret Service в программе «Пестрый котел» ТВ ГДР с песнями «Flash in the Night» и «Ten o’clock postman», что привело к популярности группы Secret Service в СССР.

## Список композиций
| Номер | Название песни                                      | Длительность | Авторы                          |
| ----- | --------------------------------------------------- | ------------ | ------------------------------- |
| 1     | «Over Town»                                         | 4:00         | Тим Норелл, Бьорн Хокансон      |
| 2     | «Fire into Ice»                                     | 3:55         | Ульф Вальберг и Бьорн Хоканссон |
| 3     | «Cutting Corners»                                   | 3:25         | Тим Норелл, Бьорн Хокансон      |
| 4     | «Flash in the Night» (расширенная версия)           | 5:13         | Тим Норелл, Бьорн Хокансон      |
| 5     | «Cry Softly (Time is Mourning)»                     | 3:37         | Тим Норелл, Бьорн Хокансон      |
| 6     | «If I Try»                                          | 4:10         | Тим Норелл, Бьорн Хокансон      |
| 7     | «Like a Morning Song»                               | 3:25         | Тим Норелл, Бьорн Хокансон      |
| 8     | «When the Dancer You Have Loved Walks Out the Door» | 3:50         | Тим Норелл, Бьорн Хокансон      |
| 9     | «Rainy Day Memories»                                | 3:09         | Тим Норелл, Бьорн Хокансон      |
| 10    | «Watching Julietta»                                 | 3:25         | Тим Норелл, Бьорн Хокансон      |

## Участники записи[3]
- Ула Хоканссон – вокал, исполнительный продюсер альбома
- Лейф Паулсен – бас
- Лейф Йоханссон – барабаны
- Тонни Линдберг – гитара
- Тим Норелл, Улф Вальберг – клавишные, бэк-вокал
- Улф Вальберг – гитара
- Аке Гордебэк, Лейф Алланссон – инженеры звукозаписи
- Торбьорн Калверо – фотосессия для альбома